# Keelboat

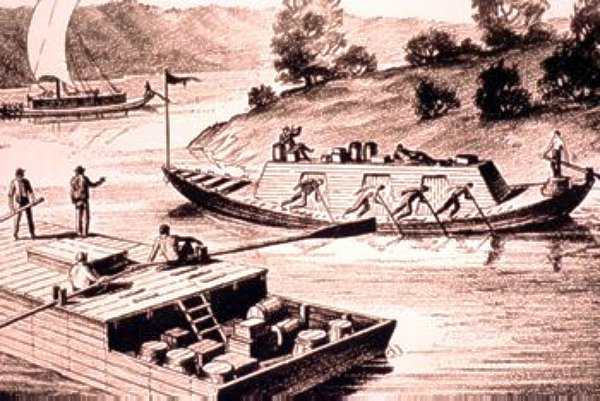
Zwei Keelboats (Mitte und Hintergrund) auf dem Ohio River um 1800

Keelboat (deutsch: „Kielboot“) war ein Bootstyp, der in der ersten Hälfte des 19. Jahrhunderts auf den Flüssen des amerikanischen Westens, insbesondere dem Ohio River, dem Mississippi River und dem Missouri River eingesetzt wurde. Er zeichnet sich durch einen sehr geringen Tiefgang bei großer Kapazität aus, was auf den sehr flachen, breiten Flüssen erforderlich war.

## Bauweise und Antrieb
Die Boote hatten eine Länge von 8 bis 20 m, bei einer Breite von 3 bis 6 m, einer Raumtiefe von 1 bis 1,30 m und einem Tiefgang je nach Last von nicht mehr als 80 cm. Von den vorher üblichen Flatboats, die von Flößen abgeleitet waren, unterschieden sie sich durch den durchgehenden Kiel, und waren damit auch für die Fahrt gegen eine substanzielle Strömung geeignet. Am Heck stand der Steuermann am Ruder. In der Mitte, über fast die ganze Länge und nur einen guten Meter schmaler als das Boot, war eine Frachtbox installiert, in der die Ladung transportiert wurde. Besonders große Keelboats hatten manchmal einen Heckaufbau, unter dem eine Kajüte lag. 

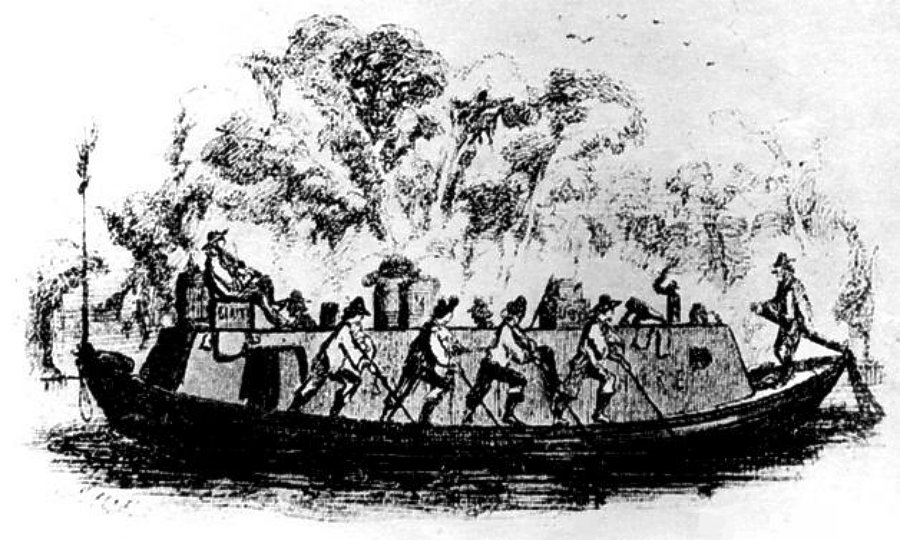
Keelboat auf dem Ohio River

Die Antriebsmöglichkeiten eines Keelboats waren vielfältig. Flussaufwärts wurden sie zumeist durch menschliche Kraft per Treideln bewegt, war dies wegen dichter Ufervegetation nicht möglich, wurden sie gestakt. Dazu waren auf beiden Seiten des Boots schmale Laufgänge angebracht, auf denen die Besatzung gegen die Fahrtrichtung lief und das Boot mit Stangen gegen den Grund vorwärtsdrückten. Ein kleines Keelboat konnte von 6 bis 10 Männern auch gegen die Strömung bewegt werden, größere brauchten bis zu 50 Mann. Bei günstigem Wind konnte ein einfacher Mast mit einem großen Segel aufgerichtet werden und auf tiefen breiten Abschnitten, etwa Flussmündungen, standen einige Riemen zur Verfügung. Unter günstigen Bedingungen konnten so Geschwindigkeiten von 30 km am Tag (18 Meilen) erreicht werden, typischer waren 20 km/Tag.
Da sowohl beim Treideln wie beim Staken das Boot vorzugsweise auf der Innenseite von Flussbiegungen, dem sogenannten Gleithang, bewegt wurde, galt es, an fast jeder Biegung das Ufer zu wechseln. Bei starker Strömung war das nur unter substanziellem Verlust an Höhe möglich. Zeitgenössische Literatur berichtet von einem Flussabschnitt, auf dem die Mannschaft das Boot 54 Meilen (86 km) bewegen muss, um 5 Meilen (8 km) des Flusslaufes zu bewältigen.
Die Mannschaften der Keelboats wurde fast ausschließlich aus der französischstämmigen Bevölkerung Louisianas rekrutiert und Voyageurs genannt. Sie wurden trotz der harten Arbeit schlecht entlohnt. Ein Voyageur auf dem Missouri River verdiente um 1820 ca. 100 US-Dollar im Jahr und bekam an Sachleistungen etwas über ein Kilogramm enthülsten Mais vermischt mit etwas Nierenfett oder Talg pro Tag, sowie zwei Baumwollhemden, ein Paar schwere Stiefel und eine Decke pro Jahr.

## Einsatz
Flüsse waren die ersten Verkehrswege im amerikanischen Westen und Keelboats spielten eine wesentliche Rolle als Transportmittel in der ersten Hälfte des 19. Jahrhunderts. Das erste Keelboat wurde 1792 von einer Werft in Pittsburgh, Pennsylvania gebaut und setzte sich schnell gegenüber den vorher üblichen Flatboats durch. Mit denen war nur eine Fahrt flussabwärts möglich, was zu den Handelsströmen des 18. Jahrhunderts führte, die von den amerikanischen Städten im Osten über den Ohio River und den Mississippi River zu den Siedlungen des spanischen Vizekönigreichs Neuspanien sowie dem französischen Louisiana und dessen Hauptstadt New Orleans verliefen. Im Jahr 1814 fuhren 598 Flatboats und 324 Keelboats vom Ohio nach New Orleans und transportierten 88.350 Tonnen Fracht.
Mit den Keelboats war der Missouri River zugänglich und die Pelzhändler konnten mit Tauschgütern versorgt und die Felle in großen Mengen in die Städte des Ostens transportiert werden. Auch die großen geografischen Expeditionen, auf denen der Kontinent erkundet wurde, nutzten Keelboats, so die Lewis-und-Clark-Expedition 1804/06 oder die Überlandreise der Astorians, Pelzhändler der American Fur Company, auf dem Weg zum ersten amerikanischen Stützpunkt an der Pazifikküste in Fort Astoria im Jahr 1811.
Ab 1817 befuhren die ersten Raddampfer den Ohio und den Mississippi. In den 1830er Jahren wurden Dampfschiffe gebaut, die auch für den flachen Oberlauf des Missouri geeignet waren. Sie lösten die Keelboats fast überall ab.

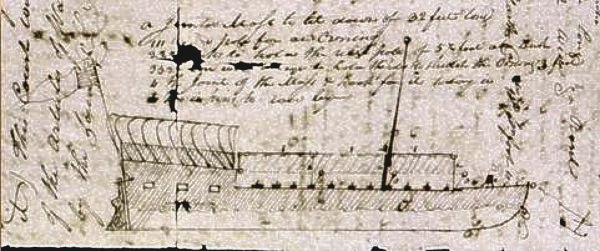
Großes Keelboat der Lewis-und-Clark-Expedition, Skizze von William Clark
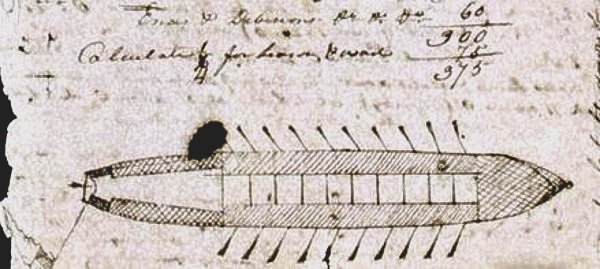
Vogelperspektive desselben Boots
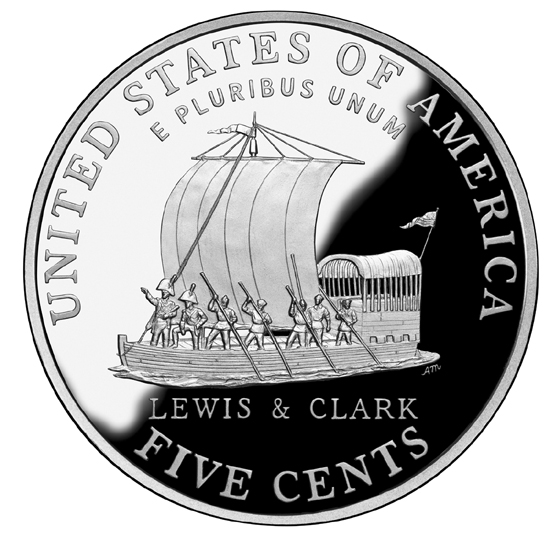
Keelboat von Lewis und Clark auf einer US-Münze